# Sarah Wright
Sarah Wright (ibland Sarah Mason), född 28 september 1983, är en amerikansk skådespelare och före detta modell. Hon är känd bland annat från Quintuplets, där hon är karaktären Paige Chase.
Wright medverkade även i serien The Loop som Lizzy under den första säsongen. Under den elfte säsongen av CW-serien Sjunde himlen gästade hon som Jane, bästa kompis med Margaret. Senast har hon synts i Patrick Dempseys film Made of Honor.
Wright föddes i Kentucky. Som liten var hon aktiv i den lokala dramaskolan. Vid 14 års ålder blev hon modell. Hennes stora genombrott kom när hon blev upptäckt vid 1999 Mossimo model search contest. Hennes far var predikant i det lilla samhället Uno, Kentucky. Hon började skolan vid LeGrande Elementary för att sedan gå vidare till Hart County High School, för att sedan flytta till Louisville för att avsluta high school.

## Filmografi
- 2004-2005 - Quintuplets - Paige
- 2005 - CSI Miami - Sara Jennings
- 2005 - Malcolm In The Middle - Vicki
- 2006 -  All You've Got - Laura McDonald
- 2006 -  The Loop - Lizzy
- 2006-2007 - Sjunde himlen - Jane
- 2007 -  Wieners - Lavender
- 2007 -  X's & O's - Jane
- 2008 - Made of Honor - Sarah Mason
- 2008 - The House Bunny - Ashley
- 2008 –   Surfer, Dude - Stacey
- 2017 - American Made - Lucy Seal